# Михальченко, Алла Анатольевна
Алла Анато́льевна Миха́льченко (род. 3 июля 1957, Москва) — советская балерина. Народная артистка РСФСР (1986), заслуженная артистка Узбекской ССР (1981).

## Биография
Родилась в Москве. Поступила в Московское хореографическое училище, где в предвыпускном классе исполнила па-де-де на музыку А. Адана. Окончила училище по классу С. Н. Головкиной в 1976 году. По окончании училища была принята в труппу Большого театра, где служила до 1999 года. Педагоги Михальченко в Большом театре — Г. С. Уланова и Р. С. Стручкова.
О пластическом даровании Михальченко В. И. Уральская писала: «Стройная, вся тянущаяся кверху, с изысканно-трогательным изгибом шеи, гибкой утончённой линией спины, Алла строга и сдержанна в манере жеста, взгляда, и, вместе с тем, всегда заметно выделяется своей необычностью и внешней импозантностью».

О Жизели-Михальченко дирижёр Кировского (Мариинского) театра Ю. Гамалей вспоминал: 
…самое отрадное впечатление осталось от Аллы Михальченко в «Жизели». Она приехала в день спектакля (1986 год), поэтому репетиция шла днём в «полтона». Ни одной просьбы она не высказала, но я уже по репетиции понял, что она танцует отменно верно, ничего не комкая и нигде не застревая. Спектакль подтвердил впечатление от репетиции. Первое, чем мне понравилась Михальченко, было исполнение движения «баллоте» во второй половине выхода Жизели. Так, не торопясь, с короткой фиксацией поз при выбросе ног то вперед, то назад, уже у нас не танцевали давно — лет двадцать пять. Благодаря этому весь выход шёл у Михальченко в едином темпе, что, по законам музыкального спектакля, безусловно грамотно. У нас же уже много лет, как все стали торопить движение «баллоте», отчего приходилось неоправданно ускорять темп. И далее всё танцевалось и игралось у Михальченко в лучших старых традициях.

## Репертуар (основные партии)
- Жизель («Жизель», хореография Ж. Коралли, Ж. Перро, М. Петипа)
- Эгина («Спартак», балетмейстер Ю. Н. Григорович)
- Валентина («Ангара», балетмейстер Ю. Н. Григорович)
- Одетта-Одиллия («Лебединое озеро», редакция Ю. Н. Григоровича)
- Солистка («Эти чарующие звуки…»)
- Китри («Дон Кихот», балетмейстер А. А. Горский)
- Эола («Икар», балетмейстер В. В. Васильев)
- Рита («Золотой век», балетмейстер Ю. Н. Григорович)
- Анастасия («Иван Грозный», балетмейстер Ю. Н. Григорович)
- Принцесса Флорина («Спящая красавица», редакция Ю. Н. Григоровича)
- Раймонда («Раймонда», редакция Ю. Н. Григоровича)
- Наргис («Индийская поэма», балетмейстеры Ю. Г. Скотт, Ю. В. Папко, первая исполнительница, 1981)
- Ширин («Легенда о любви», балетмейстер Ю. Н. Григорович)
- Хозяйка Медной горы («Каменный цветок», балетмейстер Ю. Н. Григорович)
- Нина Заречная («Чайка», балетмейстер М. М. Плисецкая)
- Гамзатти («Баядерка», редакция Ю. Н. Григоровича)
- Роксана («Сирано де Бержерак», балетмейстер Р. Пети, первая исполнительница в России, 1987)
- Сильфида («Сильфида», балетмейстер А. Бурнонвиль, редакция О. М. Виноградова)
- Соблазнительница («Блудный сын», балетмейстер Д. Баланчин, постановка Д. Тарас)
- Дама сердца («Фантазия на тему Казановы», балетмейстер М. Л. Лавровский)
- Девушка («Видение Розы», хореография М. М. Фокина)

## Награды и премии
- Первая премия и Золотая медаль на Третьем Международном конкурсе артистов балета в Москве (1977)[2]
- Отличие первой степени на VIII Международном балетном конкурсе в Варне (1977)
- Первая премия Всесоюзного конкурса артистов балета и балетмейстеров в Москве (1976)
- Государственная премия УзССР имени Хамзы (1983)[3]
- Премия Ленинского Комсомола (1979)

## Педагог
Преподавала на Кафедре хореографии балетмейстерского факультета ГИТИСа (РАТИ). Заведующая кафедрой хореографии (классический танец) в Московском государственном университете культуры и искусств (2003—2004).

## Фильмография
Снималась в телеэкранизации балетов «Эти чарующие звуки…» (1981), «Фрагменты одной биографии», «Я хочу танцевать» (оба 1985). В музыкальном фильме «Останкинский дворец» (хореограф-постановщик Георгий Алексидзе, музыкальная редакция «ЦТ», 1986)